# همخوان فورانی
هم‌خوان پَرانِشی (صامت فَوَرانی) یک هم‌خوان بی‌واک است که بر اثر باز و بسته شدن هم‌زمان حفره دهان و چاکنای تولید می‌شود.
به هنگام سخن گفتن، بسته شدن کامل یا بخشی از چاکنای هم‌چنین می‌تواند باعث ایجاد سازوکار جریان هوای چاکنایی glottalic airstream mechanism بشود. این سازوکار فرایندی تولیدی است که در شکل‌گیری آواهای گفتار در برخی از زبان‌ها نقش دارد و در آن چاکنای بسته‌است و حنجره عامل جریان هوا در فضای بالای چاکنای است. این سازوکار هم‌خوان‌های پرانشی و مکیده تولید می‌کند.
پرانشی یا فورانی ejective آوای حاصل از سازوکار جریان هوای چاکنایی برون‌سو و مکیده implosive آوای حاصل از سازوکار جریان هوای چاکنایی درون‌سو است.
پرانشی‌ها در نزدیک به ۲۰ درصد از زبان‌های جهان وجود دارند. بیشتر پرانشی‌ها در زمره انفجاری‌ها plosives یا انسدادی-سایشی‌ها Affricates هستند. همگی این هم‌خوان‌ها از دسته هم‌خوان‌های گرفته obstruent هستند. رایج‌ترین هم‌خوان پرانشی [K] است.
در الفبای بین‌المللی آوانویسی پرانشی‌ها را با نشانه انفجاری‌ها به علاوه یک آپاستروف (ʼ) نشان می‌دهند.

## ارتباط با جغرافیا
چلِب اِوِرِت، زبان‌شناس از دانشگاه میامی، که بر روی هم‌خوان‌های پرانشی پژوهش کرده معتقد است که بیشتر زبان‌هایی که هم‌خوان‌های پرانشی در آنها مشاهده می‌شود در مناطق مرتفع که در سطح ۱۵۰۰ متری از سطح دریا قرار دارند یا در نزدیکی آنها وجود دارند. مناطقی از قبیل ناحیه کوردیلِرا در آمریکای شمالی، فلات مرتفع آند (آلتی پلانو)، فلات آفریقای جنوبی و حوزه قفقاز، بلندی‌های اتیوپی و فلات جاواختی (در گرجستان) از جمله این موقعیت‌های جغرافیایی به‌شمار می‌آیند.
به گفته اورت، علت این امر آسان‌تر بودن تولید هم‌خوان‌های پرانشی در ارتفاعات بلند است، چرا که در این مناطق فشار هوا با افزایش ارتفاع کاهش یافته و فشردن هوای رقیق، انرژی کمتری نیاز دارد. فلات تبت در این خصوص استثنا است و با وجود ارتفاع زیاد زبان‌های آن صامت پرانشی ندارند؛ پژوهش‌ها هنوز برای این امر توضیح علمی نیافته‌اند.